# Comunitatea flamandă din Belgia
Comunitatea flamandă (neerlandeză Vlaamse Gemeenschap pronunțat [ˈvlaːmsə ɣəˈmeːnsxɑp] ⓘ; franceză Communauté flamande; germană Flämische Gemeinschaft), conform articolului 2 din Constituție, este una din cele trei comunități instituționale ale Belgiei și este constituită din toți locuitorii Regiunii Flamande, precum și din locuitorii neerlandofoni ai Regiunii Capitalei Bruxelles. Spre deosebire de Comunitatea franceză din Belgia, competențele Comunității flamande au fost unite cu cele ale Regiunii Flamande și sunt exercitate de un parlament ales în mod direct și care își are sediul în Bruxelles.

## Istoric
Reforme instituționale succesive au transformat Belgia dintr-un stat unitar într-unul federal. Prima reformă a statului, din 1970, a introdus „comunitățile culturale” ca prim element de descentralizare și a dus la formarea comunităților culturale neerlandeză, franceză și germană. Prin a doua reformă a statului, din 1980, comunitățile culturale au devenit „comunități”, având mai multe competențe în materie de drepturile persoanelor. Au fost stabilite regiunile teritoriale valonă și flamandă, iar comunitățile și regiunile au fost dotate cu propriile parlamente și guverne. Comunitatea culturală neerlandeză a fost redenumită Comunitatea flamandă.
Prin legea specială din 8 august 1980, aprobată cu o majoritate de două treimi a parlamentului federal belgian și cu majorități absolute de grupurile parlamentare flamand și francofon, Comunitatea flamandă a fuzionat cu Regiunea Flamandă, conform articolului 137 al Constituției Belgiei, contribuind la o simplificare instituțională care nu există în partea franceză. Astfel, competențele Regiunii sunt exercitate de Comunitate, a cărei capitală a fost stabilită în Bruxelles, oraș situat în afara teritoriului Regiunii Flamande, dar care face parte din Comunitatea flamandă. De asemenea, există un sigur parlament și un singur guvern flamand, ambele având sediile în Bruxelles.

## Prerogative
Conform Constituției Belgiei, Comunitatea flamandă are competențe legale asupra următoarelor domenii:
- educație (cu excepția cerințelor pentru obținerea gradelor universitare, a vârstei minime, respectiv maxime pentru educația obligatorie și a pensiilor profesorilor);
- cultură;
- legislație lingvistică în municipalitățile monolingve neerlandofone;
- anumite aspecte ale sistemului de ajutoare sociale, sănătate și alocații pentru copii;
- cooperare internațională în toate ariile de competență ale Comunității.

Deoarece instituțiile Comunității flamande (parlamentul și guvernul) au absorbit și prerogativele Regiunii Flamande, ele au devenit astfel competente și în materie de politici regionale, precum:
- agricultura (deși o mare parte a acestui domeniu este decisă de Uniunea Europeană);
- lucrări publice și dezvoltare economică regională;
- autorități locale;
- mediul înconjurător;
- mobilitate;
- energie (deși energia nucleară rămâne la nivel federal).

Membrii Parlamentului flamand aleși în Regiunea Capitalei Bruxelles nu au drept de vot în afacerile Regiunii flamande, ci doar în afacerile comunității, deoarece afacerile ce privesc regiunea lor sunt gestionate de Parlamentul Regiunii Bruxelles. Din punct de vedere legal, în Regiunea Capitalei Bruxelles, Comunitatea flamandă nu răspunde de persoane individuale, ci de instituții flamande precum școlile, teatrele, librăriile sau muzeele. Totuși, persoanele care locuiesc în Bruxelles pot opta din proprie inițiativă pentru anumite politici ale Comunității flamande.

## Limbi
Limba oficială a Comunității flamande este neerlandeza. Minoritățile vorbesc numeroase limbi materne, cele mai răspândite fiind franceza, idiș, turca, araba, berbera, italiana, spaniola, engleza și germana. Multe din aceste grupuri lingvistice sunt de imigrație recentă, dar evreii, prezenți încă din Evul Mediu, formează cea mai veche comunitate care și-a păstrat identitatea.
Comparativ cu majoritatea regiunilor din Țările de Jos, dialectele istorice ale poporului flamand sunt încă puternice și diferă în funcție de localitate. Totuși, după Al Doilea Război Mondial, influența televiziunii și radioului, educația extinsă și sporirea mobilității peroanelor pe teritoriul regiunii au dus la o deteriorare a dialectelor tradiționale „pure”, în special în cazul tinerilor. Unele diferențe între dialecte se erodează și, mai ales în localitățile sau suburbiile cu un influx considerabil din alte regiuni, au apărut noi dialecte intermediare, cu diverse grade de influență din neerlandeza standard (în neerlandeză Standaardtaal). În neerlandeză, acestea sunt numite adesea tussentaal („între-limbi”, termen utilizat pentru neerlandeza aproape standard, dar impregnată cu diverse cuvinte din dialect) sau, mai degrabă derogatoriu, verkavelingsvlaams („flamandă parcelată”, termen folosit pentru amalgame realizate din mai multe dialecte „pure” și vorbite mai ales în noile suburbii locuite de persoane influențate de dialecte diferite). În ultimii ani au apărut inițiative locale menite să salveze dialectele tradiționale și diversitatea lor. Spre exemplu, începând din anul 2013, ceremoniile oficiale ale căsătoriilor civile în anumite comune din Regiunea Bruxelles se pot desfășura la primării în dialectul flamand bruxellez.
În Bruxelles, dialectul local este influențat puternic de limba franceză, atât în pronunție cât și în vocabular. În prezent, majoritatea flamanzilor de la Bruxelles nu mai vorbește dialectul bruxellez. Acest lucru se datorează în parte numărului relativ mare de tineri flamanzi care se mută în Bruxelles, după o lungă perioadă în care foarte mulți alții au părăsit orașul, făcând loc unei masive imigrări francofone.
În anumite municipalități situate de-a lungul granițelor administrative cu Regiunea valonă și Regiunea Capitalei Bruxelles, persoanele de limbă franceză se bucură de anumite „facilități lingvistice”. Acestea includ printre altele dreptul de a primi documentele oficiale scrise în limba lor maternă. De facilități similare se bucură și vorbitorii de limbă neerlandeză în anumite comune valone vecine cu Regiunea flamandă, vorbitorii de germană în două comune din aria lingvistică franceză din Regiunea valonă, precum și francofonii care trăiesc pe teritoriul Comunității germanofone.
Limitele geografice ale comunităților obligă Comunitatea franceză să asigure educația de bază în neerlandeză în municipalitățile sale cu facilități pentru neerlandofoni, iar Comunitatea flamandă să finanțeze școli franceze în municipalitățile sale cu facilități pentru francofoni.

## Instituțiile flamande din Bruxelles
Prerogativele Regiunii flamande pot fi transmise la nivel provincial, dar nu există un asemenea echivalent și în Regiunea Capitalei Bruxelles. Aceasta exercită ea însăși multe competențe privind diverse sarcini și responsabilități teritoriale care sunt, în mod normal, atribuțiile provinciilor. Prerogativele comunitare în Bruxelles (educația, cultura și protecția socială) sunt exercitate de cele două comunități instituționale implicate, cea flamandă și cea franceză. În acest scop, Comunitatea flamandă a înființat un consiliu și un executiv local ales (Comisia Comunitară Flamandă, în neerlandeză Vlaamse Gemeenschapscommissie, prescurtat „VGC”) care să răspundă de luarea deciziilor la nivel intermediar și la serviciile publice. VGC a însărcinat apoi instituții locale, municipale, care să se ocupe de serviciile publice pur locale în aceste arii ale Comunității (numite gemeenschapscentra, centre comunitare).

## Mass-media
Flandra deține o companie de radio și televiziune oficială, Vlaamse Radio- en Televisieomroep, prescurtat VRT. Începând din 1989, au fost înființate și câteva companii private care transmit servicii de radio sau televiziune la nivelul Regiunii flamande. Există, de asemenea, și operatori „regionali”, a căror arie de transmisie este limitată la mici părți din Regiunea flamandă. Presa scrisă este dominată de un număr de cotidiene „de calitate” (precum De Tijd, De Morgen și De Standaard), câteva cotidiene „populare” (precum Het Laatste Nieuws și Het Nieuwsblad) și un număr foarte mare de reviste generaliste sau specializate.

## Cultură
Cultura este una din prerogativele Comunității flamande. Guvernul flamand oferă subsidii de operare sau pentru proiecte diverselor organizații culturale, în funcție de planul lor de politici. Șapte organisme culturale sunt recunoscute oficial drept Instituții ale Comunității flamande:
- Ancienne Belgique
- Concertgebouw Bruges
- deFilharmonie
- deSingel
- Centrul artistic Vooruit
- Opera și Baletul Flamand
- Filarmonica din Bruxelles și Corul Radio Flamand